# ジェファーソン郡 (アーカンソー州)
ジェファーソン郡（Jefferson County）は、アメリカ合衆国アーカンソー州にある郡である。人口は6万7260人（2020年）。郡庁所在地はパインブラフである。ジェファーソン郡は1829年11月2日に設立され、アメリカ合衆国大統領「トーマス・ジェファーソン」の名を取って命名された。

## 地理

アーカンソー州内の位置

アメリカ合衆国統計局によると、この郡は総面積2,366 km2 (914 mi2) である。このうち2,292 km2 (885 mi2) が陸地で、75 km2 (29 mi2) が水域である。総面積の3.16%が水域となっている。

### 隣接する郡
- プラスキ郡  (北西)
- ロノーク郡  (北)
- アーカンソー郡  (東)
- リンカーン郡  (南東)
- クリーブランド郡  (南西)
- グラント郡  (西)

## 人口動静
2000年国勢調査で、この郡は人口84,278人、30,555世帯、及び21,510家族が暮らしている。人口密度は37/km2 (95/mi2) である。15/km2 (39/mi2) の平均的な密度に34,350軒の住居が建っている。この郡の人種的構成は白人48.46%、アフリカン・アメリカン49.58%、先住民0.24%、アジア0.66%、太平洋諸島系0.04%、その他の人種0.26%、及び混血0.76%である。人口の0.96%がヒスパニックまたはラテン系である。
この郡内の住民は26.30%が18歳未満の未成年、18歳以上24歳以下が10.80%、25歳以上44歳以下が27.80%、45歳以上64歳以下が22.10%、及び65歳以上が12.90%にわたっている。中央値年齢は35歳である。女性100人ごとに対して男性は95.90人である。18歳以上の女性100人ごとに対して男性は93.40人である。
この郡の世帯ごとの平均的な収入は31,327米ドルであり、家族ごとの平均的な収入は38,252米ドルである。男性は31,848米ドルに対して女性は21,867米ドルの平均的な収入がある。この郡の一人当たりの収入 (per capita income) は15,417米ドルである。人口の20.50%及び家族の16.00%は貧困線以下である。全人口のうち18歳未満の29.60%及び65歳以上の17.80%は貧困線以下の生活を送っている。

## 都市及び町
- パインブラフ
- レッドフィールド
- ホワイトホール
- Altheimer
- Humphrey
- Sherrill
- Wabbaseka